# Silvino Vidal
Silvino Vidal é um poeta, novelista e teatrólogo brasileiro, de origem portuguesa.

## Biografia
João Silvino Vidal nasceu em Albergaria-a-Velha, Portugal, em 21 de Março de 1850.
Em 1865, após o falecimento da sua mãe, foi com o Pai e a irmã viver para a cidade de Porto Alegre, no Brasil. O seu primeiro poema conhecido foi publicado, em 1872, no jornal "Álbum Semanal" dessa cidade. Em 1874 foi editor, conjuntamente com Damasceno Vieira e Múcio Teixeira, do jornal "O Mosquito" que duraria pouco tempo.
Colaborou com o jornal literário Álbum do Domingo. Foi membro bastante activo do "Partenon Literário" em cuja revista publicou três contos e diversos poemas. Também pertenceu à Sociedade Ensaios Literários, em cujas revistas foram publicados, entre os anos de 1874 e 1877, diversos textos em prosa e poesia.
Mudou-se depois para Rio Grande, onde colaborou em jornais como "Diabrete", "Eco do Sul" e "Diário de Rio Grande". Em 1880 publicou o livro "Margaridas" (prosa). Colaborou também na Revista Literária, de Porto Alegre nos anos de 1881 e 1882.
Em 1885 publicou o livro de poemas "Aquarelas". Também colaborou com jornais da sua terra natal.
Morreu em Pelotas, Brasil, no dia 9 de Agosto de 1937.

## Livros
- - Margaridas (1880) - Prosa
  - Aquarelas (1885) - Poesia
  - Dutra & Cia. - teatro

## Artigos
- Prosa
- "A possessa" (Revista do Partenon Literário, conto, n. 1, 1869)
- "Página Intima" (Revista do Partenon Literário, conto, n. 11, 1874)
- "Que destino!" (Revista do Partenon Literário, romancete ultra-romântico, n. 4-5, 1876)
- "C..." (Revista do Partenon Literário, conto, n. 8, 1877)

- Poesia
- "A douda" (Revista do Partenon Literário,n. 4, 1874)
- "O Suicida" (Revista do Partenon Literário,n. 6, 1874)
- "Isolamento" (Revista do Partenon Literário,n. 12, 1874)
- "Impressões" (Revista do Partenon Literário,n. 5, 1875)
- "Enfim" (Revista do Partenon Literário,n. 10, 1875)
- "Êxtase" (Revista do Partenon Literário,n. 12, 1875)
- "Nênia à memória de Adelina Teixeira" (Revista do Partenon Literário, n. 5, 1876)
- "Lágrimas Sobre o Túmulo" (Eco do Sul, 22 set. 1876)
- "Cena de Familia"  (Eco do Sul, 24 out. 1880)